# Mangabei negre
El mangabei negre (Lophocebus aterrimus) és una espècie de primat de la família dels cercopitècids. Viu a Angola i la República Democràtica del Congo. El seu hàbitat natural són els boscos secs tropicals o subtropicals. Es troba amenaçat per la pèrdua d'hàbitat.